# 紅背方頭魚
紅背方頭魚，又稱紅背馬頭魚，為輻鰭魚綱刺尾鯛目弱棘魚科方頭魚屬的其中一種，分布於印度西太平洋區，從紅海、東非至澳洲北部海域，棲息深度45-180公尺，體長可達60公分，生活在沙泥底質的大陸棚，為底棲性魚類，屬肉食性，生活習性不明。

## 擴展閱讀
維基物種上的相關：紅背方頭魚